# استنباط
استنباط یا استنتاج به فرایند یافتن و اثبات‌کردن نتیجه‌های منطقی از پیش‌فرض‌ها یا حقیقت‌ها گفته می‌شود. قاعده‌های استنباط معتبر در علم منطق بحث و بررسی می‌شوند. استنباط در لغت به معنی «به آب رسیدن چاه‌کن» است و در اصطلاح به معنی آشکار شدن مجهول است.
از نقطه‌نظری دیگر، استنباط را می‌توان ابزاری عقلانی دانست که براساس مشاهدهٔ حقایق فهم جدیدی را پیدا می‌کند. استنباط از این دیدگاه به معنی اثبات‌کردن گزاره نیست، بلکه به معنی یافتن راه‌های جدیدی برای بررسی و تحقیق است. بر مبنای این دیدگاه، دو نوع استنباط می‌توان تعریف کرد: استقرا و استدلال استنتاجی.
روش‌های استنباط انسانی در رشتهٔ روان‌شناسی شناختی مطالعه می‌شوند و محققان در رشتهٔ هوش مصنوعی تلاش می‌کنند که روش‌های استنباط انسان را در ماشین‌ها شبیه‌سازی کنند. استنباط آماری روش‌های ریاضی را برای استنباط در حضور عدم قطعیت استفاده می‌کند که استنباط قطعی را به حالت‌های دارای عدم قطعیت گسترش می‌دهد.
استنباط‌های اشتباه مغالطه نامیده می‌شوند. فیلسوفان منطق مادی فهرستی از مغالطه‌ها را گردآوری کرده و روان‌شناسان شناختی دلایل مغالطه توسط انسان‌ها را با بررسی ابزارهای شناختی انسان مطالعه می‌کنند.